# Alamo Bowl
El Alamo Bowl es un bowl de fútbol americano universitario de la Football Bowl Subdivisión de la National Collegiate Athletic Association que se juega desde 1993 en el Alamodome de la ciudad de San Antonio, Texas (Estados Unidos).
El Alamo Bowl se creó para enfrentar a un equipo de la Southwestern Athletic Conference (SWC) contra otro de la Pac-12, pero en su primera edición solamente dos equipos de la SWC consiguieron 6 victorias durante la temporada regular (requisito indispensable para que la NCAA autorice su presencia en un partido de postemporada) y ambos se comprometieron para disputar otros bowls, por lo que el Alamo Bowl los reemplazó por Iowa, de la Big 10. Al desaparecer la SWC, se sustituyeron sus equipos definitivamente por los de la Big 12 y se cambiaron los rivales de la Pac-12 por equipos de la Big 10. En 2010 se volvieron a cambiar los equipos de la Big 10 por los de la Pac-12, de manera que actualmente el partido enfrenta al segundo de la  Pac-12 contra el tercero de la Big 12. 
Todas las ediciones se han emitido en el país por la cadena de televisión ESPN. La edición 2006 tuvo 6,0 puntos de rating y 8,8 millones de televidentes.

## Resultados
| Temporada | Año  | Ganador          | Marcador | Perdedor          |
| --------- | ---- | ---------------- | -------- | ----------------- |
| 1993      | 1993 | California       | 37-3     | Iowa              |
| 1994      | 1994 | Washington State | 10-3     | Baylor Bears      |
| 1995      | 1995 | Texas A&M        | 22-20    | Michigan          |
| 1996      | 1996 | Iowa             | 27-0     | Texas Tech        |
| 1997      | 1997 | Purdue           | 33-20    | Oklahoma State    |
| 1998      | 1998 | Purdue           | 37-34    | Kansas State      |
| 1999      | 1999 | Penn State       | 24-0     | Texas A&M         |
| 2000      | 2000 | Nebraska         | 66-17    | Northwestern      |
| 2001      | 2001 | Iowa             | 19-16    | Texas Tech        |
| 2002      | 2002 | Wisconsin        | 31-28    | Colorado          |
| 2003      | 2003 | Nebraska         | 17-3     | Michigan State    |
| 2004      | 2004 | Ohio State       | 33-7     | Oklahoma State    |
| 2005      | 2005 | Nebraska         | 32-28    | Michigan          |
| 2006      | 2006 | Texas            | 26-24    | Iowa              |
| 2007      | 2007 | Penn State       | 24-17    | Texas A&M         |
| 2008      | 2008 | Missouri         | 30-23    | Northwestern      |
| 2009      | 2010 | Texas Tech       | 41-31    | Michigan State    |
| 2010      | 2010 | Oklahoma State   | 36-10    | Arizona           |
| 2011      | 2011 | Baylor           | 67-56    | Washington        |
| 2012      | 2012 | Texas            | 31-27    | Oregon State      |
| 2013      | 2013 | Oregon           | 30-7     | Texas             |
| 2014      | 2015 | UCLA             | 30-7     | Estatal de Kansas |
| 2015      | 2016 | TCU              | 47-41    | Oregon            |
| 2016      | 2016 | Oklahoma State   | 38-8     | Colorado          |
| 2017      | 2017 | TCU              | 39-37    | Stanford          |
| 2018      | 2018 | Washington State | 28-26    | Iowa State        |
| 2019      | 2019 | Texas            | 38-30    | Utah              |
| 2020      | 2020 | Texas            | 55-23    | Colorado          |
| 2021      | 2021 | Oklahoma         | 47-32    | Oregon            |

## Equipos destacados
| Equipo           | Participaciones | Victorias | Conferencia |
| ---------------- | --------------- | --------- | ----------- |
| Texas            | 5               | 4         | Big 12      |
| Nebraska         | 3               | 3         | Big 12      |
| Iowa             | 4               | 2         | Big Ten     |
| Oklahoma State   | 4               | 2         | Big 12      |
| Penn State       | 2               | 2         | Big Ten     |
| Purdue           | 2               | 2         | Big Ten     |
| TCU              | 2               | 2         | Big 12      |
| Washington State | 2               | 2         | Pac 12      |